# Ароу Рок (Мисури)
Ароу Рок (енгл. Arrow Rock) град је у америчкој савезној држави Мисури.

## Демографија
По попису из 2010. године број становника је 56, што је 23 (-29,1%) становника мање него 2000. године.
| Група             | 2000.       | 2010.      |
| Белци             | 79 (100,0%) | 55 (98,2%) |
| Афроамериканци    | 0 (0,0%)    | 0 (0,0%)   |
| Азијати           | 0 (0,0%)    | 0 (0,0%)   |
| Хиспаноамериканци | 0 (0,0%)    | 0 (0,0%)   |
| Укупно            | 79          | 56         |